# GM Small Gasoline Engine
Il nome GM Small Gasoline Engine, noto anche con la sigla SGE, identifica una famiglia di motore a combustione interna prodotti a partire dal 2014 dalla Casa automobilistica tedesca Opel, che lo ha sviluppato assieme alla Shanghai Automotive Industry Corporation nell'ambito della joint-venture PATAC. Non va fatta confusione con il motore Small Gasoline Engine con tecnologia Multiair prodotto dalla Fiat Powertrain Technologies.

## Storia e caratteristiche

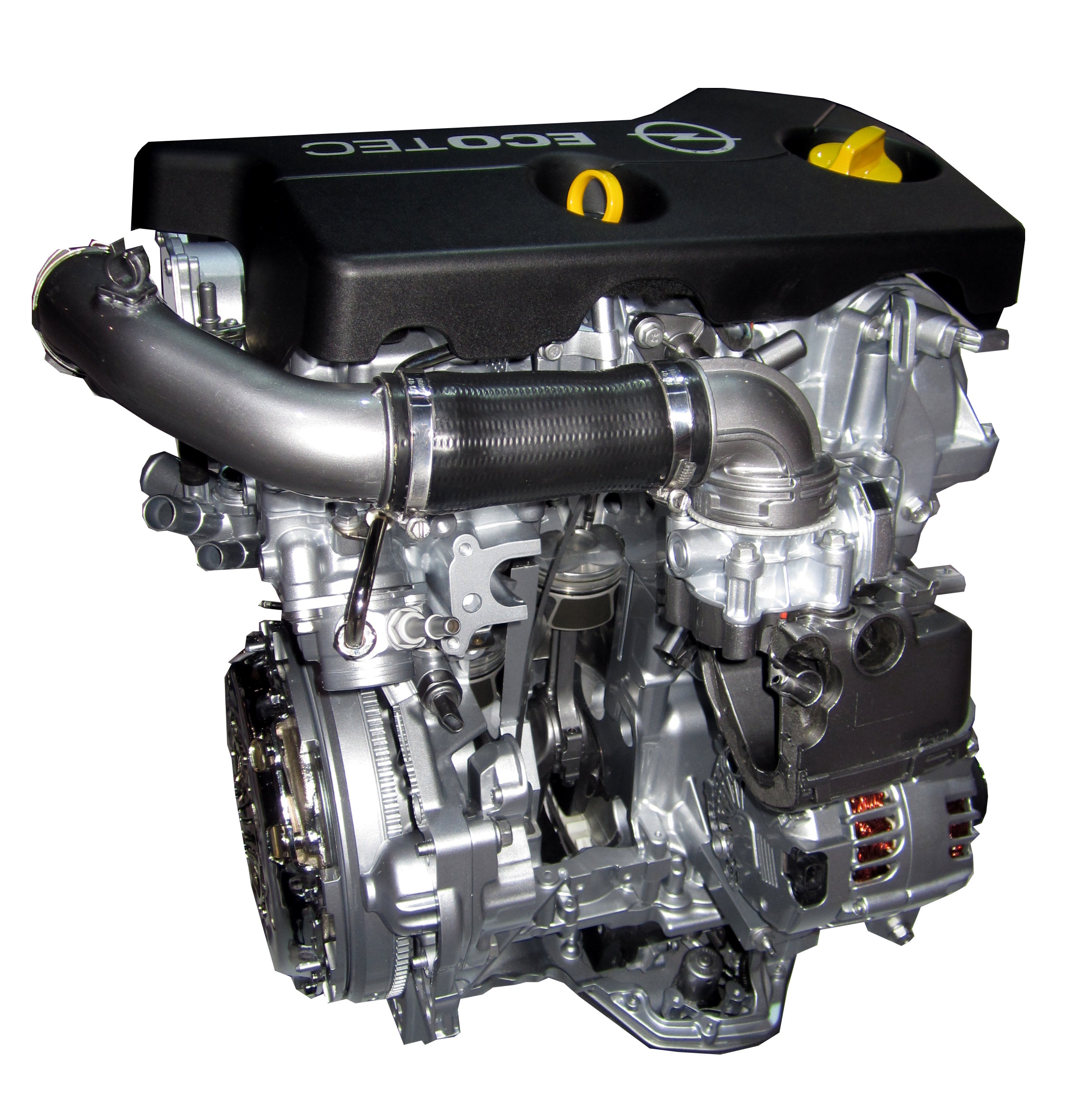
Vista di un motore SGE da 1 litro

Destinata gradualmente a sostituire i motori delle famiglie Family 0 e Family I, la famiglia di motori SGE è stata annunciata già nel 2013 e presentata al Salone di Francoforte dello stesso anno, ma ha fatto il suo debutto nella seconda metà dell'anno successivo quando sotto il cofano della piccola Opel Adam è stato montato per la prima volta un motore da 1 litro, primo esponente della famiglia SGE. Questa famiglia di motori va a costituire il più ampio gruppo di motori SIDI, che comprende anche i motori MGE. Assieme a questi ultimi vengono assemblati nello stabilimento Opel di Szentgotthárd (Ungheria). Ma in virtù della joint-venture con la Shanghai Automotive Industry Corporation, tali motori vengono assemblati anche nello stabilimento GM di Flint (Michigan): i motori assemblati nello stabilimento statunitense sono destinati a essere montati nei futuri modelli Chevrolet di fascia bassa e medio-bassa e pertanto sono anche destinati a sostituire i precedenti motori S-TEC di origine Daewoo (il marchio, quando ancora si occupava di automobili, gravitava nell'orbita della General Motors).
I motori SGE hanno fatto il loro debutto con architettura a 3 cilindri in linea, per poi essere proposti in seguito anche in alcune varianti a 4 cilindri, e precisamente con cubatura di 1.4 e 1.5 litri.
In generale, i motori SGE sono stati proposti in diverse varianti, spesso differenti fra loro in molti particolari. Si è già accennato al fatto che possono essere sia tricilindrici che quadricilindrici. Ma le differenze non sono solo queste: i motori SGE possono anche essere aspirati o sovralimentati mediante turbocompressore. Nel primo caso si tratta di versioni semplificate non solo per l'assenza del turbocompressore, ma anche in quanto prive di iniezione diretta e di contralbero di equilibratura. Queste soluzioni sono invece presenti nei motori SGE sovralimentati, che proprio in virtù di ciò risultano più affini ai motori MGE per quanto riguarda le tecnologie adottate. I motori SGE sovralimentati sono stati fra l'altro anche i primi a debuttare, mentre gli aspirati sono arrivati in un secondo momento. Per le versioni sovralimentate sono stati utilizzati turbocompressori forniti dalla Mitsubishi.
Più in generale, che si tratti di aspirati o sovralimentati, con i motori MGE vengono condivise anche altre soluzioni tecniche, come la fasatura variabile e continua (sistema DCVCP). Sono state anche utilizzate leghe leggere per la realizzazione della testata e del monoblocco.
La già citata variante a 4 cilindri da 1.4 litri fa il suo debutto alla fine dell'estate del 2015, quando viene lanciata sul mercato la Opel Astra K. Architettura a parte, le sue caratteristiche salienti sono le stesse della versione tricilindrica da un litro. Si tratta comunque di una versione a corsa allungata, in quanto la percorrenza di ogni cilindro sale da 77.4 a 81.3 mm.
Nell'estate del 2017 debutta la variante sovralimentata da 1.5 litri sotto il cofano della nuova Opel Insignia Grand Sport.
Di seguito vengono elencate le caratteristiche principali dei motori della famiglia SGE:
- motore sottoquadro;
- monoblocco e testata in lega di alluminio;
- testata a 4 valvole per cilindro;
- distribuzione a doppio asse a camme in testa;
- fasatura variabile e continua;
- aspirazione mediante collettore a geometria variabile;
- alimentazione a iniezione diretta;
- collettore di scarico integrato nella testata;
- albero a gomiti su quattro supporti di banco.

Il motore SGE è stato finora proposto nelle seguenti varianti di cilindrata e di potenza:
| Variante                                    | Nº cilindri         | Alesaggio e corsa (mm) | Cilindrata | Alimentazione                    | Rapporto di compressione | Potenza CV/rpm | Coppia Nm/rpm  | Applicazioni                        | Anni di produzione |
| ------------------------------------------- | ------------------- | ---------------------- | ---------- | -------------------------------- | ------------------------ | -------------- | -------------- | ----------------------------------- | ------------------ |
| B10XE                                       | 3 cilindri in linea | 74x77,7                | 999        | Aspirato Iniezione indiretta     | 10,5:1                   | 75/6500        | 96/4500        | Opel Karl                           | 03/2015-06/2019    |
| B10XFL                                      | 3 cilindri in linea | 74x77,4                | 999        | Iniezione diretta turbocompresso | 10,5:1                   | 90/ 3700-6000  | 170/ 1800-3700 | Opel Adam 1.0 SGE 90cv              | 07/2014-05/2019    |
| B10XFL                                      | 3 cilindri in linea | 74x77,4                | 999        | Iniezione diretta turbocompresso | 10,5:1                   | 90/ 3700-6000  | 170/ 1800-3700 | Opel Corsa E 1.0 SGE Turbo (90 CV)  | 11/2014-12/2018    |
| B10XFL                                      | 3 cilindri in linea | 74x77,4                | 999        | Iniezione diretta turbocompresso | 10,5:1                   | 105/5000       | 170/ 1800-4250 | Opel Astra K 1.0 Turbo              | 07/2015-06/2018    |
| D10XFL                                      | 3 cilindri in linea | 74x77,4                | 999        | Iniezione diretta turbocompresso | 10,5:1                   | 90/ 3700-6000  | 170/ 1800-3700 | Opel Astra K 1.0 Turbo 90cv         | 06/2018-07/2019    |
| D10XFL                                      | 3 cilindri in linea | 74x77,4                | 999        | Iniezione diretta turbocompresso | 10,5:1                   | 105/ 4300-6000 | 170/ 1800-4300 | Opel Astra K 1.0 Turbo 105cv        | 06/2018-07/2019    |
| B10XFT                                      | 3 cilindri in linea | 74x77,4                | 999        | Iniezione diretta turbocompresso | 10,5:1                   | 115/ 5000-6000 | 170/ 1800-4500 | Opel Adam 1.0 SGE 115cv             | 07/2014-05/2019    |
| B10XFT                                      | 3 cilindri in linea | 74x77,4                | 999        | Iniezione diretta turbocompresso | 10,5:1                   | 115/ 5000-6000 | 170/ 1800-4500 | Opel Corsa E 1.0 SGE Turbo (115 CV) | 11/2014-06/2018    |
| B14XE                                       | 4 cilindri in linea | 74x81,3                | 1399       | Aspirato Iniezione indiretta     | 10,6:1                   | 101/6000       | 130/4000       | Opel Astra K 1.4 16v                | 07/2015-06/2018    |
| B14XFL                                      | 4 cilindri in linea | 74x81,3                | 1399       | Iniezione diretta turbocompresso | 10:1                     | 125/ 4000-5600 | 245/ 2000-3500 | Opel Astra K 1.4 Turbo (125CV)      | 07/2015-06/2018    |
| D14XFL                                      | 4 cilindri in linea | 74x81,3                | 1399       | Iniezione diretta turbocompresso | 10:1                     | 125/ 4000-5600 | 245/ 2000-3500 | Opel Astra K 1.4 Turbo (125CV)      | 06/2018-07/2019    |
| B14XFT                                      | 4 cilindri in linea | 74x81,3                | 1399       | Iniezione diretta turbocompresso | 10:1                     | 150/ 5000-5600 | 245/ 2000-4000 | Opel Astra K 1.4 Turbo (150CV)      | 07/2015-06/2018    |
| B14XFT                                      | 4 cilindri in linea | 74x81,3                | 1399       | Iniezione diretta turbocompresso | 10:1                     | 152/ 5000-5600 | 235/ 1850-4900 | Opel Mokka X 1.4 Turbo 152cv        | 09/2016-06/2019    |
| D14XFT                                      | 4 cilindri in linea | 74x81,3                | 1399       | Iniezione diretta turbocompresso | 10:1                     | 150/ 5000-5600 | 245/ 2000-4000 | Opel Astra K 1.4 Turbo (150 CV)     | 06/2018-07/2019    |
| B15XFL                                      | 4 cilindri in linea | 74x86,6                | 1490       | Iniezione diretta turbocompresso | 10,1:1                   | 140/5600       | 250/ 2000-4100 | Opel Insignia B 1.5 Turbo (140CV)1  | 06/2017-03/2020    |
| B15XFT                                      | 4 cilindri in linea | 74x86,6                | 1490       | Iniezione diretta turbocompresso | 10,1:1                   | 165/5600       | 250/ 2000-4500 | Opel Insignia B 1.5 Turbo (165 CV)  | 06/2017-03/2020    |
| Note: 1Non prevista per il mercato italiano |                     |                        |            |                                  |                          |                |                |                                     |                    |

Oltre a queste varianti, ne va segnalata anche un'altra, caratterizzata dal fatto di disporre di alimentazione bi-fuel del tipo benzina/metano. Basata sul normale 1.4 Turbo, è stata depotenziata a 110 CV, erogati a 4000 giri/min, mentre la coppia massima di 200 Nm, è disponibile in un range compreso fra 2000 e 3600 giri/min. Questo motore viene montato sotto il cofano della Opel Astra K 1.4 Turbo EcoM, introdotta a partire dal mese di settembre del 2017.